# Бьёркенгрен, Юн
Юн Гуннар Бьёркенгрен (швед. John Gunnar Björkengren; родился 9 декабря 1998 года, Фалькенберг, Швеция) — шведский футболист, полузащитник клуба «Раннерс».

## Клубная карьера
Юн Бьёркенгрен — воспитанник «Фалькенберга». За клуб дебютировал 21 мая 2017 года в матче 9-го тура против футбольного клуба «Далькурд». Свой первый гол забил 27 августа в матче против футбольного клуба «Броммапойкарна». В матче против «Варберга» оформил дубль. Всего за клуб сыграл в 96 матчах, где забил 10 мячей и отдал 9 голевых передач.
4 октября 2020 года перешёл в «Лечче» за 100 тысяч евро. Дебют в клубе состоялся 16 октября 2020 года в матче против «Брешиа». В матче против этого же клуба забил свой первый гол. В сезоне 2021/22 вместе с клубом выиграл Серию B.
18 января 2023 года был отдан в аренду в «Брешиа». За клуб дебют состоялся 22 января в матче 21-го тура против «Фрозиноне», где отдал голевую передачу.

## Карьера в сборной
За сборную Швеции до 20 лет сыграл 2 матча против Дании. За молодёжную сборную дебютировал 22 марта 2019 года в матче против России. Всего за сборные Швеции сыграл 10 матчей.

## Достижения
- Победитель Серии B: 2021/22